# Zone umide (romanzo)
Zone umide (Feuchtgebiete in tedesco) è il romanzo d'esordio di Charlotte Roche, pubblicato in Germania ad inizio 2008. Incentrato sulle riflessioni sulla sessualità della protagonista, Zone umide suscita scalpore e viene descritto da una parte di critica come il manifesto del neofemminismo.
Il libro riscuote in brevissimo tempo un successo clamoroso in Germania, diventando un cult tra le ragazze tedesche, con oltre un milione di copie vendute in pochi mesi. L'opera viene successivamente tradotta in diverse altre lingue. Nel 2013 il romanzo ha avuto un adattamento cinematografico con Feuchtgebiete di David Wnendt, con protagonista Carla Juri.

## Trama
Helen Memel, la protagonista, è degente nel reparto di proctologia di un ospedale per un tentativo di depilazione maldestro. Helen ha diciotto anni e, come ogni adolescente, ha forti certezze e grandi timori, e durante la degenza, per sfuggire alla solitudine, si ritrova a riflettere sul proprio corpo e sulla propria sessualità. Nessun tabù viene risparmiato nella sua narrazione, né i partner più bizzarri, né alcuna pratica, ricordata con uno stile fresco e spontaneo.
Non tralascia nulla, dalle pratiche sessuali stravaganti con uomini e oggetti “innocui” trasformati in sex-toys, a effluvi corporali, il tutto narrato con un linguaggio piano. La presenza della famiglia è marginale: i genitori sono separati e Helen vorrebbe che il suo soggiorno in ospedale durasse abbastanza a lungo da offrire loro la chance di incontrarsi e di rimettersi assieme. Ma presto si rende conto che è una follia, ora che si sono rifatti una vita con i nuovi compagni non pensano minimamente a tornare una coppia.

## Critica
L'incipit conta in un romanzo, e in Zone umide suona quasi come un tabù infranto: “Solange ich denken kann, habe ich Hämorrhoiden” ("Che io ricordi, ho sempre avuto le emorroidi"). Charlotte Roche infrange così l'ultimo dei tabù legati al sesso, quello degli odori e dell'igiene personale, vista come un'imposizione nella nostra società dell'immagine: è un romanzo in cui vengono annullate le distanze tra due tipi di desiderio, sinora messi su due livelli diversi: il desiderio femminile e il desiderio maschile. In fondo, il desiderio dovrebbe essere uguale per tutte le persone.
Charlotte Roche afferma durante un'intervista a Grazia che Helen è una femminista e maneggia il proprio corpo a seconda del suo desiderio. La liberazione sessuale può peraltro passare anche per il disgusto, dato che una donna è fatta anche di odori e sostanze puramente naturali e meno di prodotti di profumeria. La conoscenza in campo sessuale di Helen, fatta di ricordi, racconti, esplorazioni corporee, sperimentazioni sessuali, sembra costituire il vero bagaglio conoscitivo con cui questa ragazza si muove nel mondo. In un passaggio Helen afferma: “Cosa posso fare per evadere dalla mia prigione di solitudine? Potrei riflettere su tutte le cose utili che ho imparato nella mia breve vita. Scommetto che ci vorrebbe parecchio tempo, almeno due minuti buoni”.

## Fonti
L'ispirazione letteraria nasce in un supermercato, nel reparto di igiene femminile, tra flaconi, barattoli, creme, profumini di violetta, vaniglia o limone, tutte soluzioni ad un unico problema, ossia che “il tuo corpo non è pulito e fresco quanto dovrebbe”, e il solo modo per renderlo innocuo e accettabile è lavarlo, disinfettarlo, profumarlo il più possibile. Il corpo nudo viene spogliato da ogni pregiudizio: Charlotte Roche invita le donne ad accettare il proprio corpo così com'è, superando la sgradevole sensazione di sentirsi sempre inadeguate.
Dice l'autrice in un'intervista: 
La gente si lamenta perché la società si occupa troppo di sesso, e mi chiedevo se c'era proprio bisogno di un altro libro sull'argomento. Ma il sesso che imperversa è sesso superpulito, da supertopmodel, che non ha niente a che fare con la vita. Un sesso falso. Io voglio demistificare il corpo della donna per rompere questa menzogna. Andare in bagno e parlare di diarrea con il proprio partner è importante quanto parlare d'amore. Meglio il sesso che sbaglia, che fallisce, piuttosto che il sesso finto che non esiste!.
Si legge in quarta di copertina: "Zone umide non è soltanto il resoconto di un'educazione sessuale avventurosa: è anche una storia di amore e di solitudine, un inno alla libertà di un corpo sperimentato in tutta la sua irriducibile vitalità".

## Edizione
- Charlotte Roche, Zone umide, Rizzoli 2008